# Miguel Ángel Vivas
Miguel Ángel Vivas (Sevilla, España, 22 de septiembre de 1974) es un director de cine y guionista español.

## Biografía
Miguel Ángel nació en la ciudad de Sevilla el 22 de septiembre de 1974. Tras varios años de estudio, se licenció en Ciencias de la información por la Universidad Europea de Madrid y obtuvo un diploma en Dirección cinematográfica por la Escuela de Cinematografía y del Audiovisual de la Comunidad de Madrid (ECAM).
Realizó su primer largometraje titulado Reflejos, con el que consiguió ganar el Premio Opera Prima de Atresmedia y Vía Digital al mejor guion del año. Luego le han seguido cortometrajes como El hombre de saco en 2002 y I'll see you in my dreams en 2003, que fueron los perfectos precedentes a Secuestrados en 2010, siendo producido por la productora Vaca Films y fue reconocido a nivel internacional con premios como el de la mejor película en el Festival de Cine de Bogotá. Con esta película, también fue reconocido como el mejor director en el Festival de cine fantástico de Austin, Texas (Fantastic Fest).
Dirigió el cortometraje The Room en 2011 y la Tvmovie Los trescerditos, que fue emitida en 2013, dentro de la serie Cuéntame un cuento de Antena 3. En el 2015 dirigió la película Extinction, protagonizada por Matthew Fox, Jeffrey Donovan, Quinn McColgan, Valeria Vereau y Clara Lago.
En 2018 dirige y escribe, junto a Alberto Marini, el guion de Tu hijo. Este filme está interpretado por José Coronado, Pol Montañés, Ana Wagener, Sergio Castellanos, Sauce Ena y Ester Expósito.